# Хюбш, Генрих
Ге́нрих Хюбш (нем. Heinrich Hübsch; 9 февраля 1795, Вайнхайм, Баден-Вюртемберг, — 3 апреля 1863, Карлсруэ) — немецкий архитектор периода историзма. Теоретик и реставратор архитектуры. Ему приписывается создание «стиля круглых арок» (Der Rundbogenstil) в немецкой архитектуре.

## Биография
Генрих Хюбш вырос в Вайнхайме-ан-дер-Бергштрассе в семье почтового администратора княжеского рода Турн-унд-Таксис Карла Самуэля Хюбша (1768—1842) и дочери пастора Фридерики Пагенштехер (1773—1849). После окончания гимназии в Дармштадте, которой тогда руководил педагог И. Г. Циммерман, Генрих Хюбш весной 1813 года поступил Гейдельбергский университет, где изучал философию и математику.
Поступив в 1815 году в строительную школу Фридриха Вайнбренера в Карлсруэ, Хюбшу вначале пришлось отказаться от собственных художественных амбиций. В 1817 году он отправился в Италию, где в течение трёхлетнего пребывания жил преимущественно в Риме, центре немецкой художественной жизни. Хюбш изучал античную архитектуру и после поездки в 1819 году в Афины и Константинополь (совместно с Йозефом Тюрмером и Францем Хегером) опубликовал в 1822 году в Гейдельберге две работы по греческой архитектуре. Однако более важным для его развития было общение с художниками, жившими в Риме.
Академическое образование не удовлетворяло студента, его интерес к искусству пробудился под влиянием знакомства с творчеством Иоганна Вольфганга фон Гёте и Фридриха Шлегеля, а также с коллекцией старинной немецкой живописи братьев Сульписа и Мельхиора Буассере.
В 1831 году Хюбш был назначен главным советником по вопросам строительства в Карлсруэ. Он проектировал церковные и общественные здания, в основном в Бадене.
По рекомендации историка Иоганна Фридриха Бёмера весной 1824 года он получил место преподавателя в ремесленном училище недавно основанного Штеделевского художественного института во Франкфурте-на-Майне.
После смерти Вайнбреннера в 1827 году Хюбш был назначен на государственную службу в Бадене в качестве члена строительной комиссии и архитектора города Карлсруэ. За его назначением членом Строительного управления в 1828 году последовало год спустя его назначение строительным инспектором, в 1831 году — старшим строительным инспектором, а в 1842 году — директором по строительству. Будучи высшим строительным чиновником страны, он оказывал большое влияние на строительную деятельность в Бадене.
В 1828 году он женился на Луизе Хеллер, дочери директора канцелярии архиепископа Генриха Хеллера во Фрайбурге-им-Брайсгау. У супругов родилась дочь, но она умерла молодой.
В 1832 году Хюбш был назначен директором Архитектурной школы Карлсруэ, где преподавал до 1854 года (впоследствии подразделение Политехнической школы Карлсруэ, которая впоследствии стала Техническим университетом Карлсруэ или нынешним Технологическим институтом).
За время своей преподавательской деятельности Генрих Хюбш совершил ещё четыре поездки в Рим: в 1838 году, осенью 1849 года, когда он принял католичество, в 1853/1854 годах и в 1859/1860 годах.
После назначения в Политехническую школу в 1833 году архитектору было поручено построить новое университетское здание, нынешнее главное здание Технологического института Карлсруэ, которое он спроектировал в форме итальянского палаццо в «стиле круглых арок» (расширенное в 1864 году Теодором Фишером новым центральным зданием и восточным крылом).
Важной сферой ответственности Хюбша были здания дворцового района Карлсруэ. В этих постройках он постепенно формировал собственный стиль в границах эстетики историзма середины XIX века, в котором эклектично соединялись элементы византийской, романской и ренессансной архитектуры (стиль неоренессанс), объединённые стилистически нейтральными мотивами. Это эклектичное соединение позднее и получило название «стиль круглых арок» (Der Rundbogenstil).
Помимо новых строительных проектов, Хюбш занимался реставрацией и реконструкцией средневековых церквей. В большинстве случаев он стремился сохранять исторический облик здания. Кардинальной стала реконструкция западной части Шпайерского собора, которую Хюбш предпринял в 1854—1858 годах по поручению бывшего баварского короля Людвига I. Следующим заказом стала реконструкция башен церкви аббатства Берхтесгаден (Верхняя Бавария), строительство которой удалось завершить только после смерти архитектора в 1864 году.

## Теоретические работы

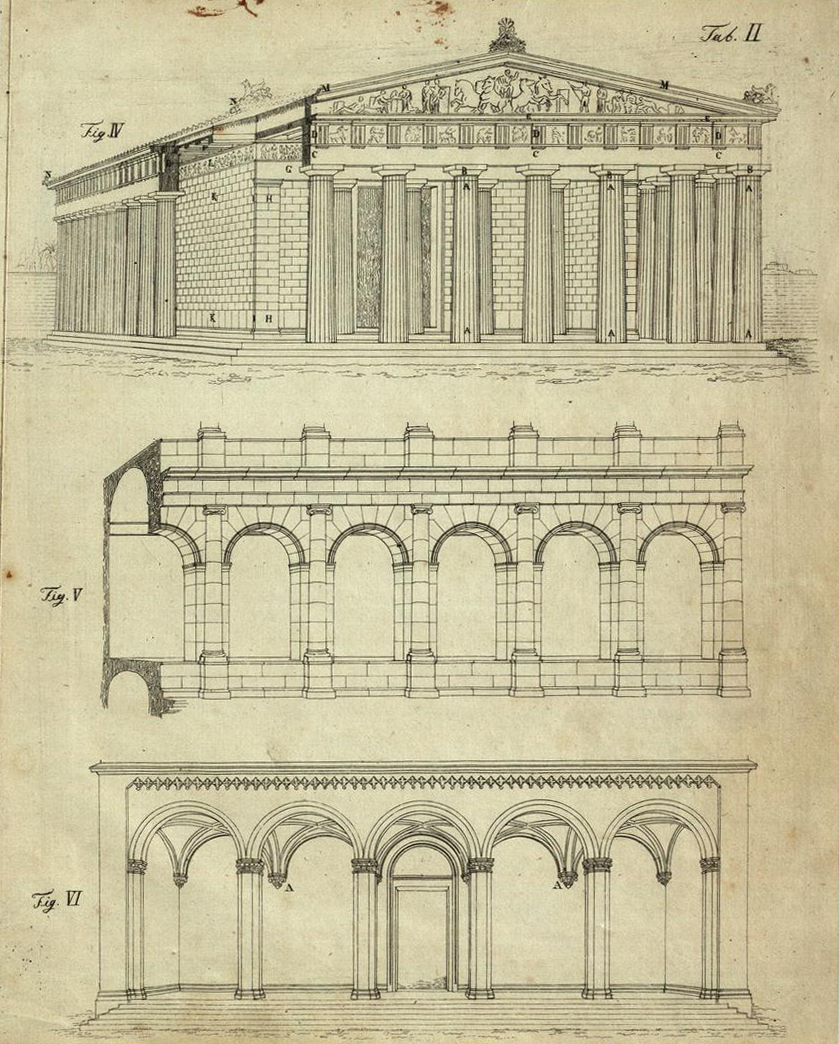
Таблица издания «В каком стиле мы должны строить?». 1828

В 1828 году Генрих Хюбш опубликовал эссе «В каком стиле мы должны строить?» (In welchem Style sollen wir bauen?). В 1862 году в Карлсруэ он издал книгу «Ранние христианские церкви» (Die altchristlichen Kirchen). На французском языке она была опубликована под названием «Памятники христианской архитектуры» (Monuments de l’architecture chrétienne).
В своей теоретической концепции, как и в архитектурной практике, Хюбш декларировал отход от стиля неоклассицизма, свойственного школе Фридриха Вайнбренера. Самым важным требованием было преодоление классицистической традиции в пользу нового стилистического языка. Решающими факторами стали требования климата и доступные строительные материалы, которые в странах Центральной Европы исключали использование древних строительных форм и материалов (мрамора) и вместо этого требовали использования песчаника и кирпичной кладки. Вместо классической системы колонн и архитрава это предусматривало применение столбов и круглых (полуциркульных) арочных окон. Готическая стрельчатая арка должна быть отклонена из-за её непригодности для жилых многоэтажных зданий. Поскольку полуциркульная арка по убеждению Хюбша доминировала на протяжении всей истории архитектуры, включая древнеримскую, раннехристианскую, новогреческую (византийскую), романскую и даже барочную архитектуру, её следует широко использовать и для нового строительства.
В своих текстах Генрих Хюбш ещё не придавал принципиального значения термину «стиль круглой арки» (Der Rundbogenstil), но позднее именно этот термин стали отождествлять с архитектурным творчеством Хюбша. Однако в своём главном теоретическом труде «Архитектура и её связь с современной живописью и скульптурой» (Die Architectur und ihr Verhältniß zur heutigen Malerei und Sculptur) декларация нового стиля полностью отсутствует. В этой работе Хюбш всесторонне отстаивал сбалансированный, объективный подход, который допускал экспериментирование с различными возможностями и разнообразие стилевых приёмов, каковые он сам демонстрировал в своей строительной практике.
Отсутствие догматизма и стилевой плюрализм, открытые Хюбшем, имели далеко идущие последствия. В Мюнхене Фридрих фон Гертнер, в Берлине Карл Фридрих Шинкель и последующая школа Шинкеля, а в Ганновере Конрад Вильгельм Хазе и основанная им Ганноверская школа архитектуры, продолжили направление, открытое Хюбшем. Его идеи также оказали значительное влияние на труд Готфрида Земпера «Стиль в технических и тектонических искусствах, или Практическая эстетика» (опубликован в 1860—1863 гг.) и на последующую архитектуру периода историзма, которая в своей ориентации на конкретные исторические архитектурные стили, в странах Центральной Европы прежде всего на готику, всё более отходила от рациональной концепции Хюбша в направлении эклектических стилизаций.

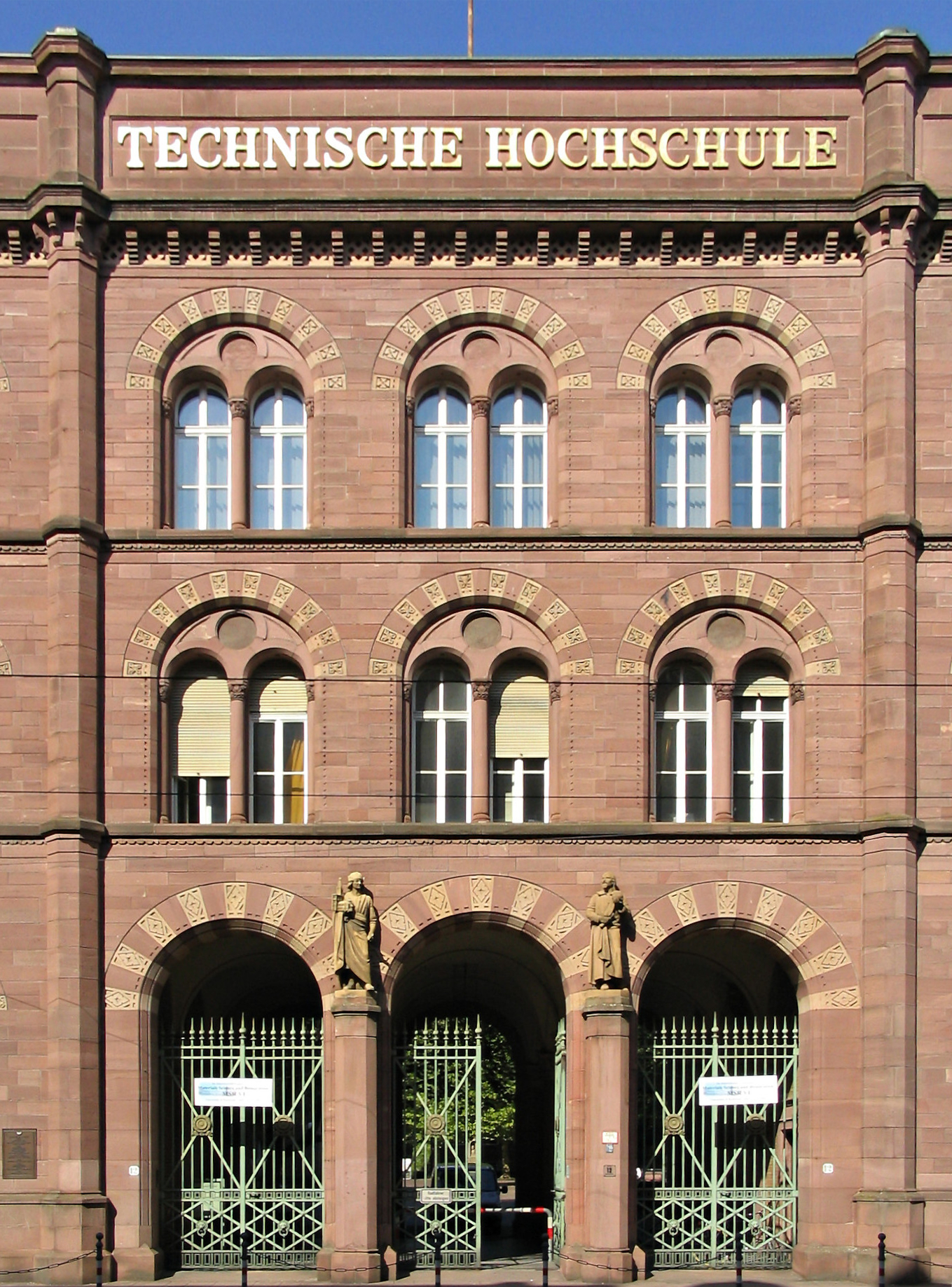
Портал главного здания Политехнического института в Карлсруэ. 1833—1835
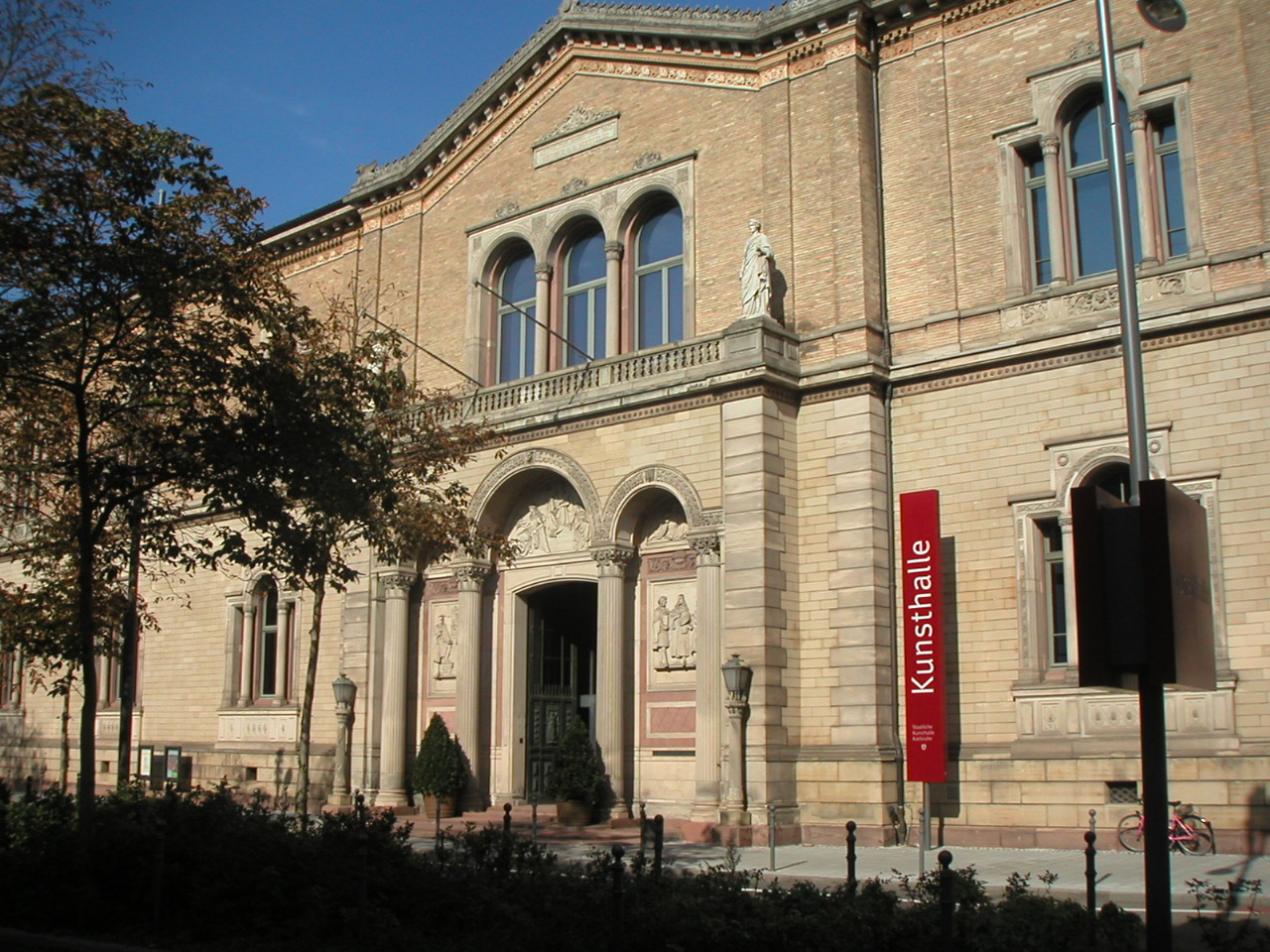
Кунстхалле. Карлсруэ
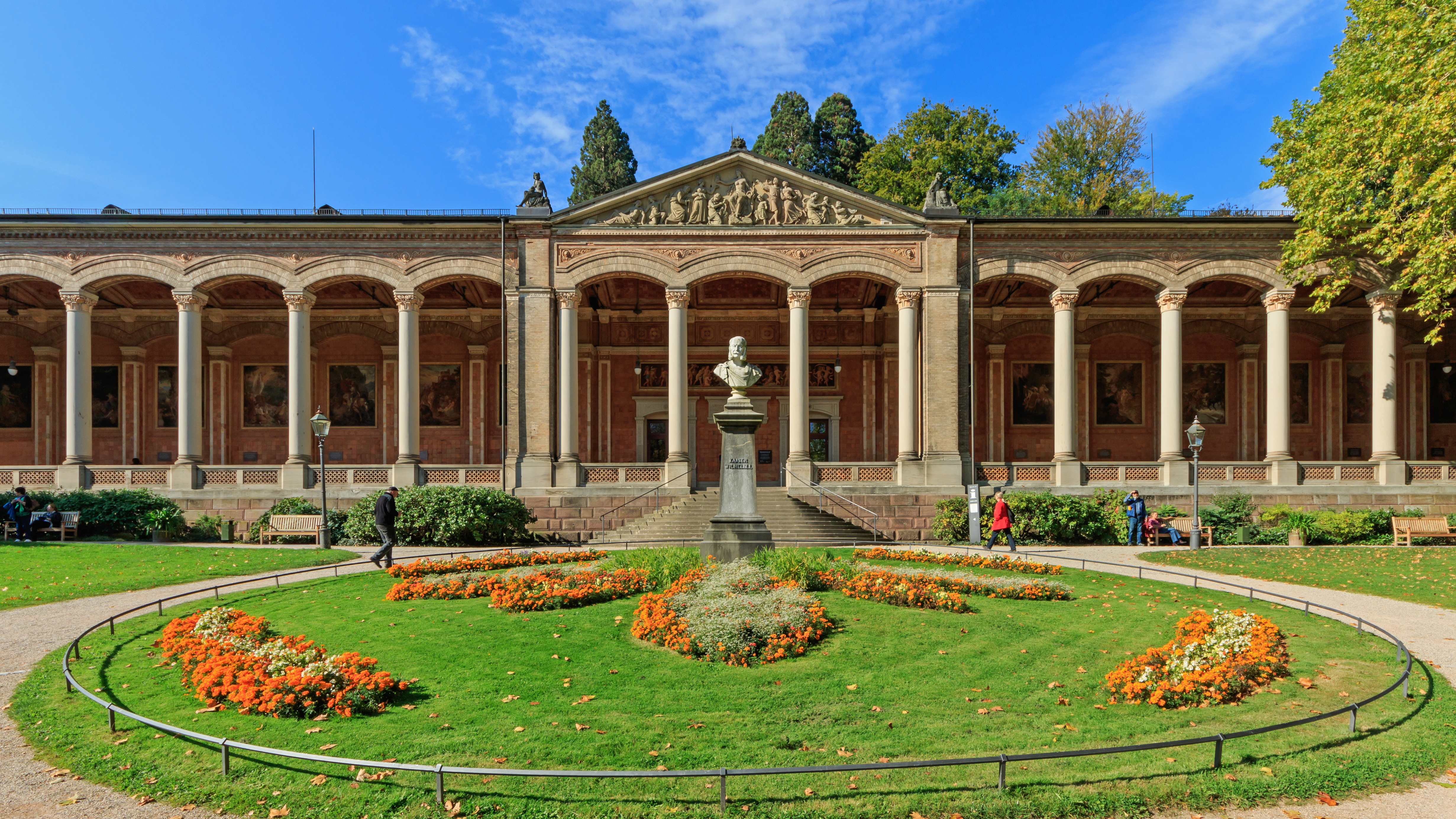
Бювет (Trinkhalle) в Баден-Бадене
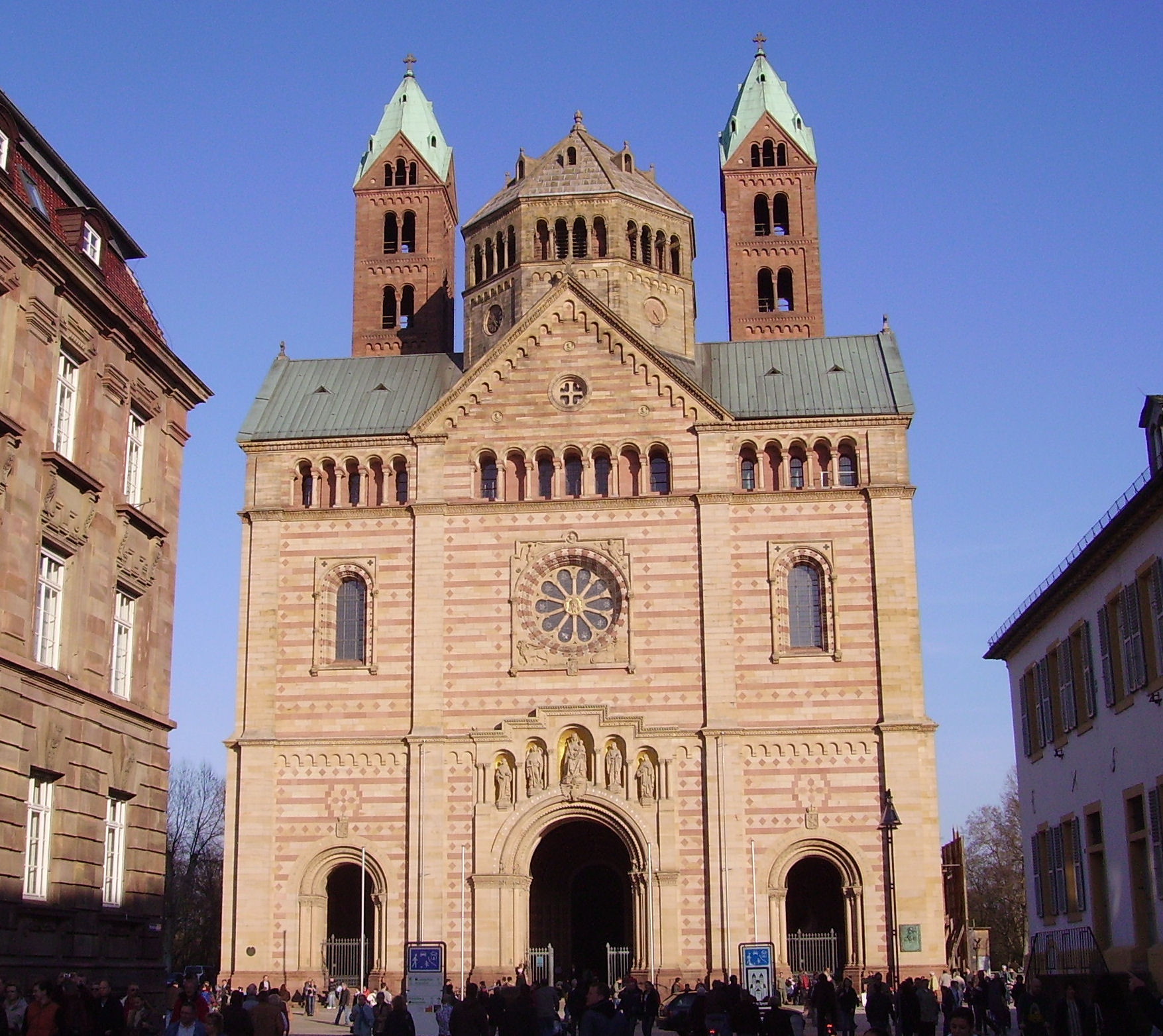
Западный фасад Собора в Шпайере
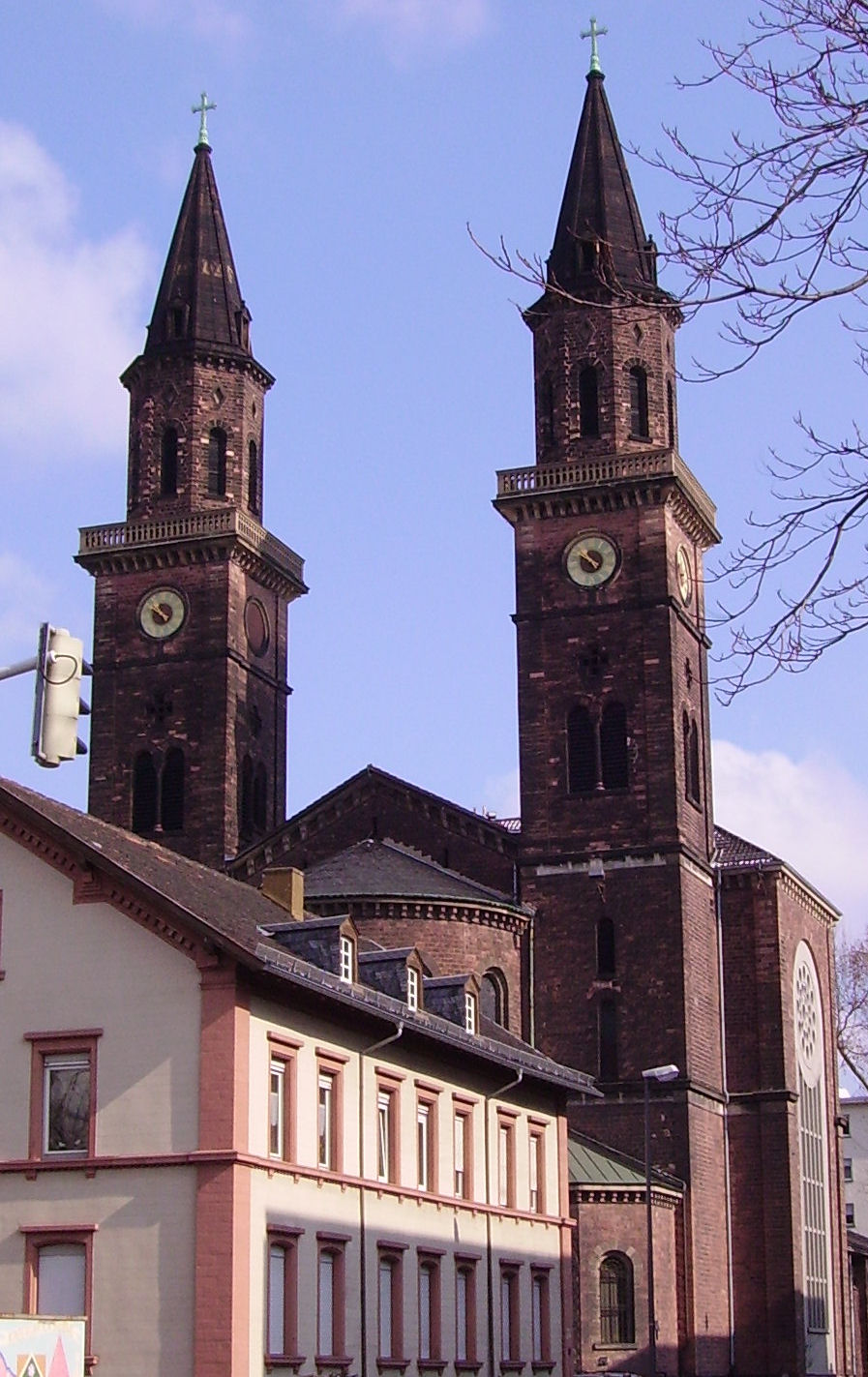
Людвигскирхе. Людвигсхафен-ам-Райн
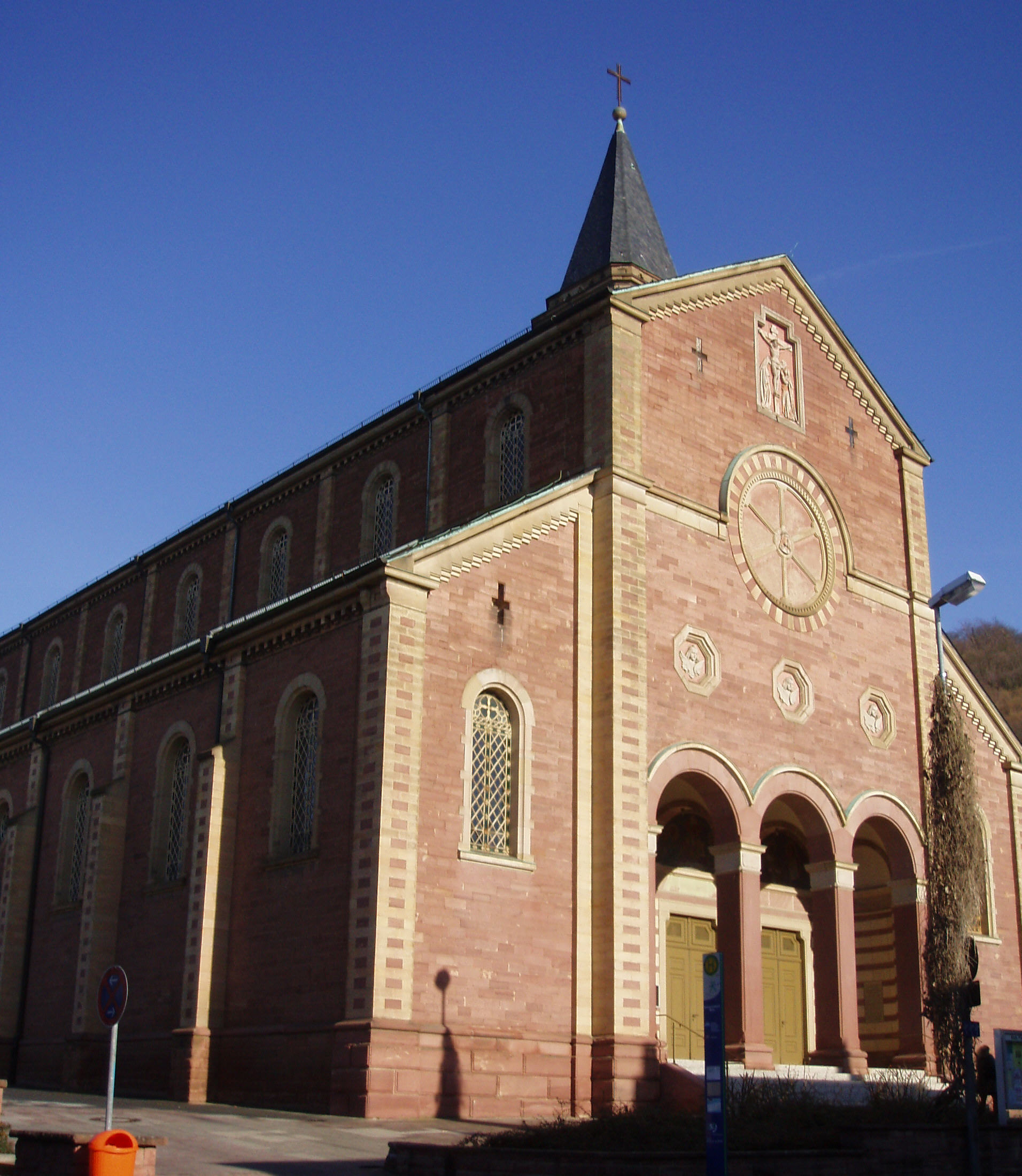
Церковь в Унтергромбахе, Брухзаль, Баден-Вюртемберг
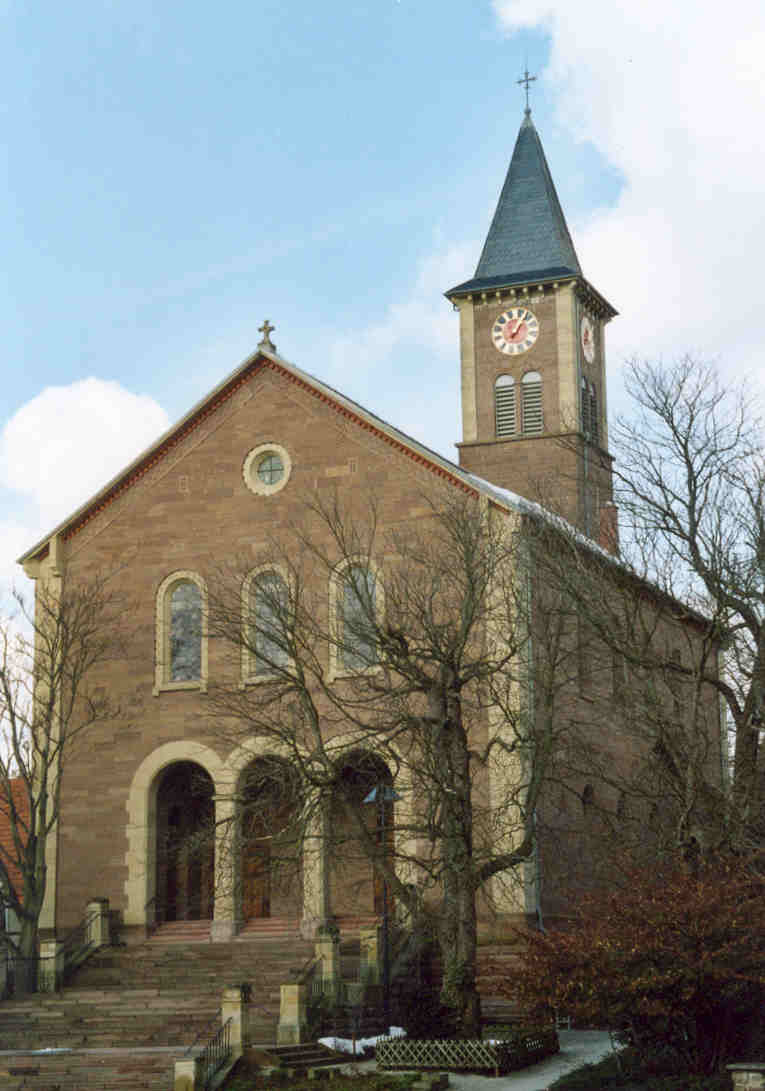
Церковь в Нойлингене. 1838. Баден-Вюртемберг
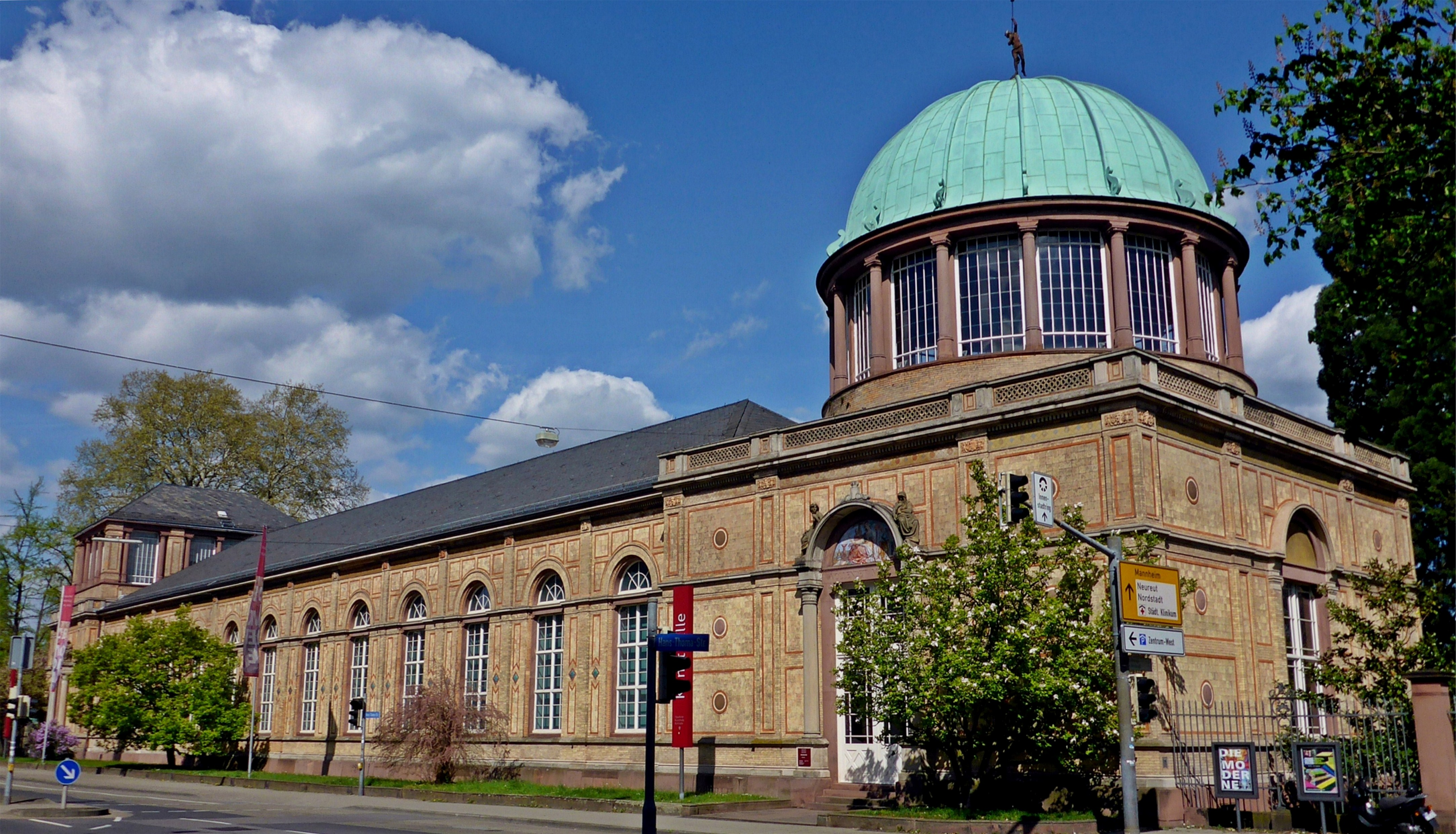
Оранжерея в Карлсруэ
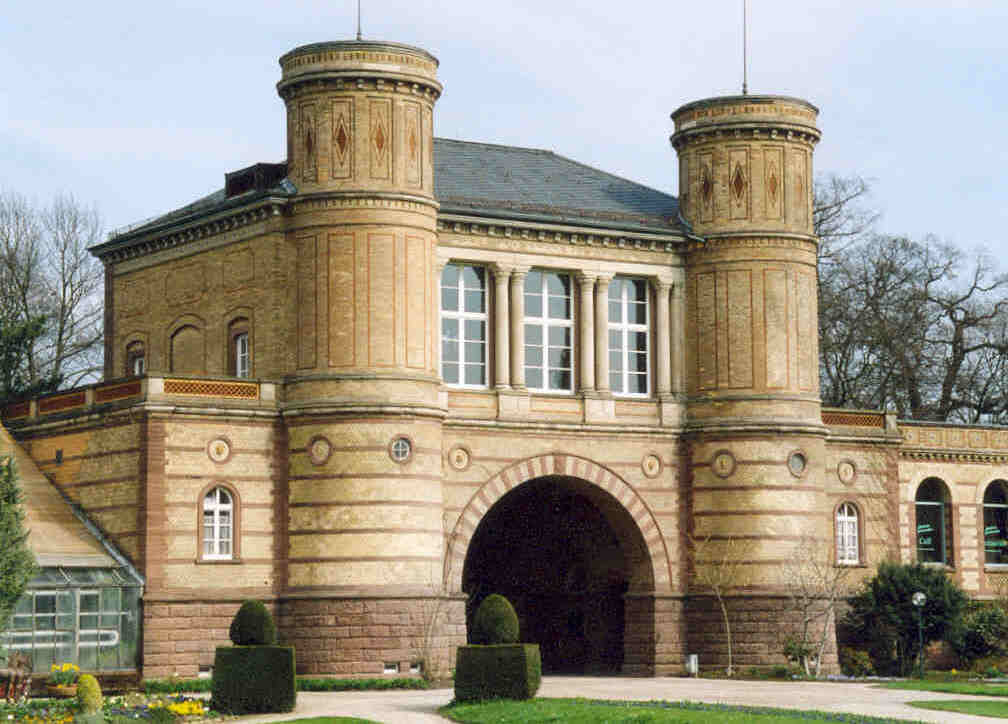
Ворота Ботанического сада. Карлсруэ